# Операція «Елайд гарвест»
Операція «Елайд гарвест» (англ. Allied Harvest «союзницький урожай») — операція військово-морських сил НАТО, яка була наслідком бомбардувань Югославії у 1999 році, відомих як операція «Елайд форс», та в ході якої проводився пошук і знищення або збір боєприпасів, скинутих бойовими літаками НАТО над Адріатикою.
2000 року відбулася ще одна місія такого роду під назвою Операція «Елайд гарвест II», необхідність якої зумовлювалася тим, що у першій операції «Елайд гарвест» не змогли знайти всі знайомі боєприпаси і їх продовжували знаходити у північній частині Адріатичного моря.

## Причина операції
Операція була чисто миротворчою місією. Під час повітряних нальотів на Сербію в рамках війни з Югославією пілотам альянсу було наказано скидати свої невитрачені бомби над Адріатичним морем. Із міркувань безпеки було заборонено посадку літаків із боєкомплектами на борту на аеродромах в Італії. Також оснащених бомбами французьких літаків не пускали на авіаносець «Фош». На Адріатиці з цією метою було створено області аварійного скидання бомб. У цих областях, межі яких було чітко окреслено, слід було скидати невистріляні боєприпаси. Після бомбардувань трапилося кілька нещасних випадків із тяжкими наслідками. Один італійський рибалка витягнув на борт 250-кілограмову бомбу. Від вибуху цієї бомби він загинув, а його судно затонуло. Керівництво НАТО, безпосередньо відповідальне за ці інциденти, відрядило тральники, щоб зібрати небезпечні вибухові речовини в зоні операції, тим самим зробивши рибопромислові райони знову цілком безпечними для вилову риби.

## Перебіг операції
Операція розпочалася 9 червня 1999 і тривала 73 дні. Ділянка моря, яку належало обшукати, охоплювала 1074 квадратних миль. За ці дні суднам удалося знищити 93 вибухові пристрої. Німецькі кораблі при цьому заявили про 19 або 13 знахідок. «Ліндау», на той час найдавніший з наявних на службі німецьких тральників, знайшов 11. Найскладніше при цьому було зібрати так звані касетні бомби. Їхні вибухові пристрої були розкидані по всьому морському дну. Тим-то пошуки цієї зброї виявилися надзвичайно важкими і виснажливими.

## Залучені плавзасоби
Задіяні сили і засоби належали до З'єднання протимінної оборони Північно-Західної Європи (англ. Mine Counter Measures Force North Western Europe, MCMFORNORTH) та до З'єднання протимінної оборони Середземномор'я (англ. Mine Counter Measures Force Mediterranean, MCMFORMED). Всього було залучено 11 шукачів мін і мінних тральників та одне судно підтримки.
В операції взяли участь кораблі протимінної оборони з вісьмох країн:
- Німеччина: «Ліндау» (тимчасово замінений на тральник «Фульда»), «Зульцбах-Розенберг» і «Ротвайль (М 1061)»
- Бельгія: BNS Aster
- Велика Британія: HMS Atherstone, HMS Bulldog, HMS Sandworm
- Греція: HS Eyniki
- Італія: ITS Numana і ITS Alpino (головний корабель і судно постачання)
- Данія: HDMS Lindworm
- Нідерланди: HNLMS Urk
- Туреччина: TCG Edninchic

З метою постачання зайнятих в операції суден військово-морські сили Італії відкрили під Анконою передовий пункт тилового забезпечення.

## Інші знахідки
Знешкоджуючи міни, кораблі, окрім поновлення доступу до рибних угідь, виявили затонулі судна, головним чином стародавні, що могло б неабияк прислужитися археології. Деякі з цих кораблів все ще мали на облавку цілий вантаж.
Крім того, вдалося визбирати матеріали, які застосовувалися ще у Першій і Другій світових війнах, унаслідок чого було знайдено і знешкоджено більше зброї, ніж було скинуто в 1999 році.